# Московиси, Пьер
Пьер Московиси́ (фр. Pierre Moscovici, род. 16 сентября 1957, Париж, Франция) — французский политик, европейский комиссар по экономике и финансовым делам. 
Сын французского психолога еврейского происхождения из Румынии Сержа Московиси. Пьер был одним из сторонников интеграции Румынии в ЕС. Он заявил, что идентифицирует себя как наполовину румын.
В молодости начинал в Революционной коммунистической лиге, с 1984 года — член Социалистической партии Франции. 
Министр по европейским делам в правительстве Лионеля Жоспена (1997—2002). Вице-президент Европейского парламента (2004—2007).
Министр экономики, финансов и внешней торговли Франции в кабинете Жана-Марка Эро с 16 мая 2012 по 31 марта 2014. 
С 1 ноября 2014 по 1 декабря 2019 года занимал пост европейского комиссара по экономике и финансовым делам в Комиссии Юнкера.